# Molitva na maslinskoj gori (El Greco)
Molitva na maslinskoj gori je manirističko ulje na platnu koje je naslikao El Greco (Domenikos Theotokopoulos) 1590. godine u Toledu. Na njoj je naslikan prizor Isus na Maslinskoj gori događaj je iz Isusova života opisan u Novome zavjetu kojim započinje Isusova muka.

## Odlike
Kristova pasija je jedna od najčešćih tema El Grecovih slika. Na ovoj slici on izlaže duboko duhovnu scenu u kojoj je Isus pao u snažnu ekstazu i podigao oči u Nebesa. S lijeve strane je anđeo koji drži kalež, dok oblak ispod njega okružuje špilju s tri apostola Petra, Ivana i Jakova, koji su zaspali, dok se u desnom kutu prepoznaju likovi Jude Iškariota koji vodi vojnike koji će uhititi Mesiju.
Pejzaž je osobito suh i bez vegetacije, teren je brdski i ističe se jedna stijena iza Isusa koja zauzima velik dio slike. Svaki element slike je povezan i slika nema simetriju. Na slici se izdvaja lik Isusa koji je tijelom okrenut prema anđelu koji zajedno s Isusom i trojicom umanjenih likova iza Isusa čini dijagonalnu kompoziciju, no kompozicija je dinamičnija. Glavne osi kompozicije su određene kretanjem svjetlosti koja kao da dolazi od anđela i tvori nekoliko neovisnih kadrova unutar kojih su tonovi drugih boja. Ističu se osnovne boje, crvena, modra i žuta, kao tri svjetlosna akcenta koji se suprotstavljaju prigušenim, tamnim smeđim tonovima okoliša. Kako je opisano da se Isus znojio krvavim znojem, njegova crvena haljina može simbolizirati upravo to. Boje su uglavnom pastelne, ali opet izražene i u međusobnom prepletanju stvaraju oblike koji zbog svoje iskidanosti djeluju gotovo apstraktno. Površina slike se doima meko, kao da je naslikana na svilenim plahtama.
El Greco je želio naglasiti veličinu i moć anđela koji predstavlja božansko, istovremeno smanjivši likove vojnika koji predstavljaju ono ljudsko. Također, likovi učenika s lijeve strane imaju neobično uvijena tijela i umotani su eliptični okvir oblaka, što predstavlja njihovu zbunjenost i strah. Krist je "ukomponiran" u piramidu, a spiralno kretanje njegove haljine nastavlja se i rasprostire u dubinu. Volumen se otvara u prostor raznovrsnim raščlanjenjima i pokretima likova, a prostor se uvlači u volumene zbog oštrog, gotovo metalnog, kontrasta svjetlosti i tame. Svaki oblik ima svoje vlastito kretanje, kao što ima vlastiti prostor, svjetlost i boju, a njihov međusobni odnos rezultira općom pokrenutošću koja se nigdje ne razrješuje. Iskrivljenost crta i izražena dinamika, te kontrast boja, kao i igra svjetla i sjena, povećavaju dramatičnost koja je prisutna u trenutku koji je prikazan. Slika nije plošna, ali također nije strogo trodimenzionalno definirana, te se stvara iluzija dubine i prostora općenito. Zbog svega toga stvara se nadrealan dojam prizora.
Ovo djelo možda ponajbolje predstavlja odlike manirizma. El Greco, unatoč snažnim utjecajima, a mogu se prepoznati utjecaji Tiziana, Tintoretta i Bassana, razvija snažan osobni stil.
El Greco je naslikao i druge, uglavnom vertikalne verzije ove teme:
- Molitva na maslinskoj gori
(1600. – 1605.)
86 × 50 cm,
Museo Diocesano de Arte Religioso, Cuenca[5]
- Molitva na maslinskoj gori
1610.,
170 × 112,5 cm
Muzej umjetnosti, Budimpešta[6]
- Molitva na maslinskoj gori
(1600. – 1605.),
169 cm x 112 cm
Crkva Majke Božje u Andújaru
- Chrystus w Ogrójcu
kraj 16. st.
108 × 76 cm
Nacionalni muzej umjetnosti u Buenos Airesu